# Ball de Diables de la Ràpita

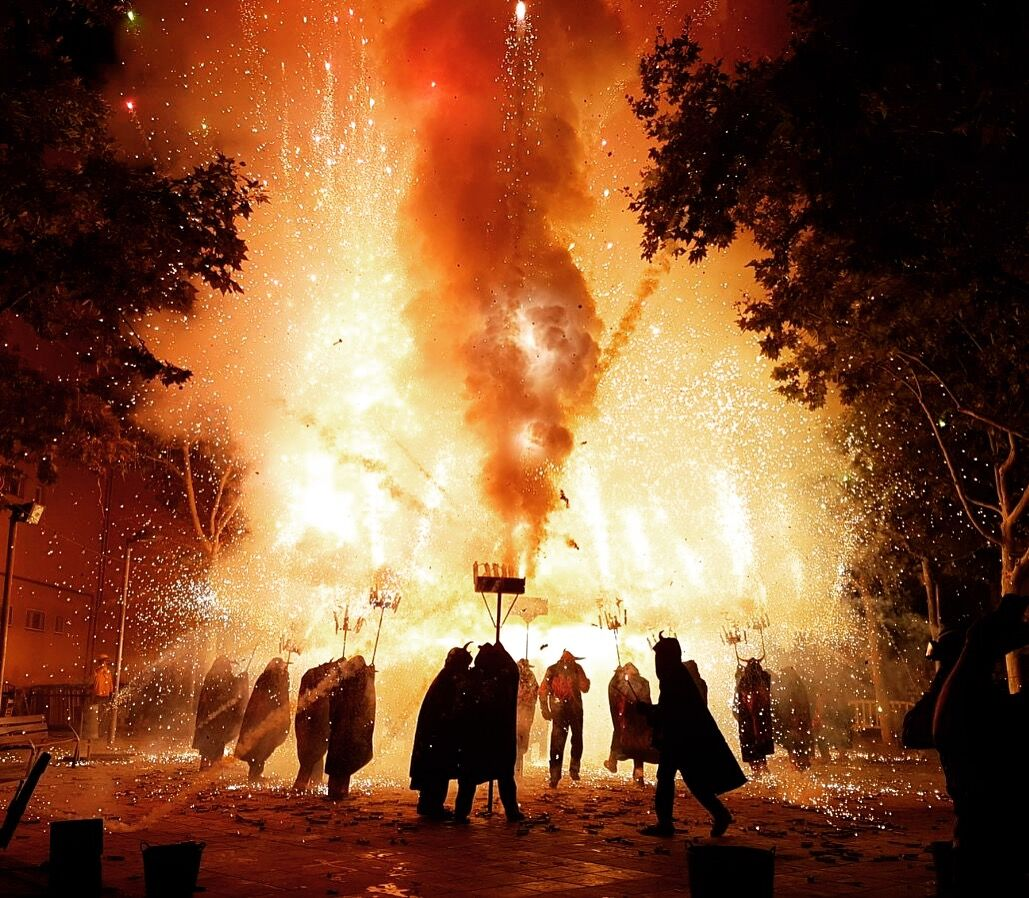
La Fogardera 2018

El Ball de Diables de la Ràpita és una colla o ball de diables formada el 1981 a la Ràpita, al terme municipal de Santa Margarida i els Monjos (Alt Penedès), i que compta actualment amb una seixantena de membres. S'engloba dins del grup de colles amb ball parlat o amb parlaments, en què hi ha una interpretació de l'Acte Sacramental, una peça teatral d'un sol acte i de tema preferentment religiós, que es representava ja el segle XVI amb motiu del dia del Corpus, i que posa en escena la lluita entre el bé i el mal. Aquesta tipologia de colla compta també amb els diables que només reciten sàtires o versots dels esdeveniments político-socials del país i de manera molt clara, de la localitat i el municipi.
L'acte insígnia de la colla, la Fogardera, és un espectacle pirotècnic que representa la màxima expressió de la colla. Durant aproximadament 20 minuts, els diables fan esclatar les seves carretilles incessantment, mentre al centre del cercle diabòlic les figures (Pupuret, Diablesa i Llucifer) llencen els seus artefactes pirotècnics, mesclant carretilles, sortidors i foc aeri.
Per la seva intensitat, ritme i nivell de foc, la Fogardera de La Ràpita és, sens dubte, una de les millors carretillades que en l'actualitat es fan al país

## Orígens

Logo Ball de Diables de la Ràpita

Els darrers anys de la dècada de 1970 i la dècada del 1980, un cop el nostre país viu en democràcia, van suposar un esclat de vida i l'inici de la recuperació de la nostra identitat nacional. La festa, les manifestacions culturals, viscudes des de la llibertat, van ser el pal de paller que va configurar un nou teixit social i associatiu de pobles i viles, que avui mostren un ric patrimoni festiu.
Els joves de la Ràpita del 1981, immersos en un poble que estava vivint un moment històric de creació de noves iniciatives i recuperació de manifestacions culturals com els Falcons, les Majorettes, els Amics del Teatre, els Amics de la Música i el Grup de Joves -que ja organitzava la reconeguda Festa del Most-, van començar a posar fil a l'agulla al que en aquell instant era només un projecte ple d'il·lusió i pocs recursos: El Ball de Diables de la Ràpita.
El referent de les festes majors, que ja comptaven amb balls de diables en els seus seguicis, cercaviles i processons; la celebració de la I Trobada Nacional de Diables de Catalunya a l'Arboç; i l'aparició de colles de diables a molts pobles i viles del nostre país, van ser els detonants d'aquella nova manifestació cultural que volia gestar-se molt aviat, només dos mesos després de la primera reunió. Estàvem a finals de juny del 1981.

## Personatges

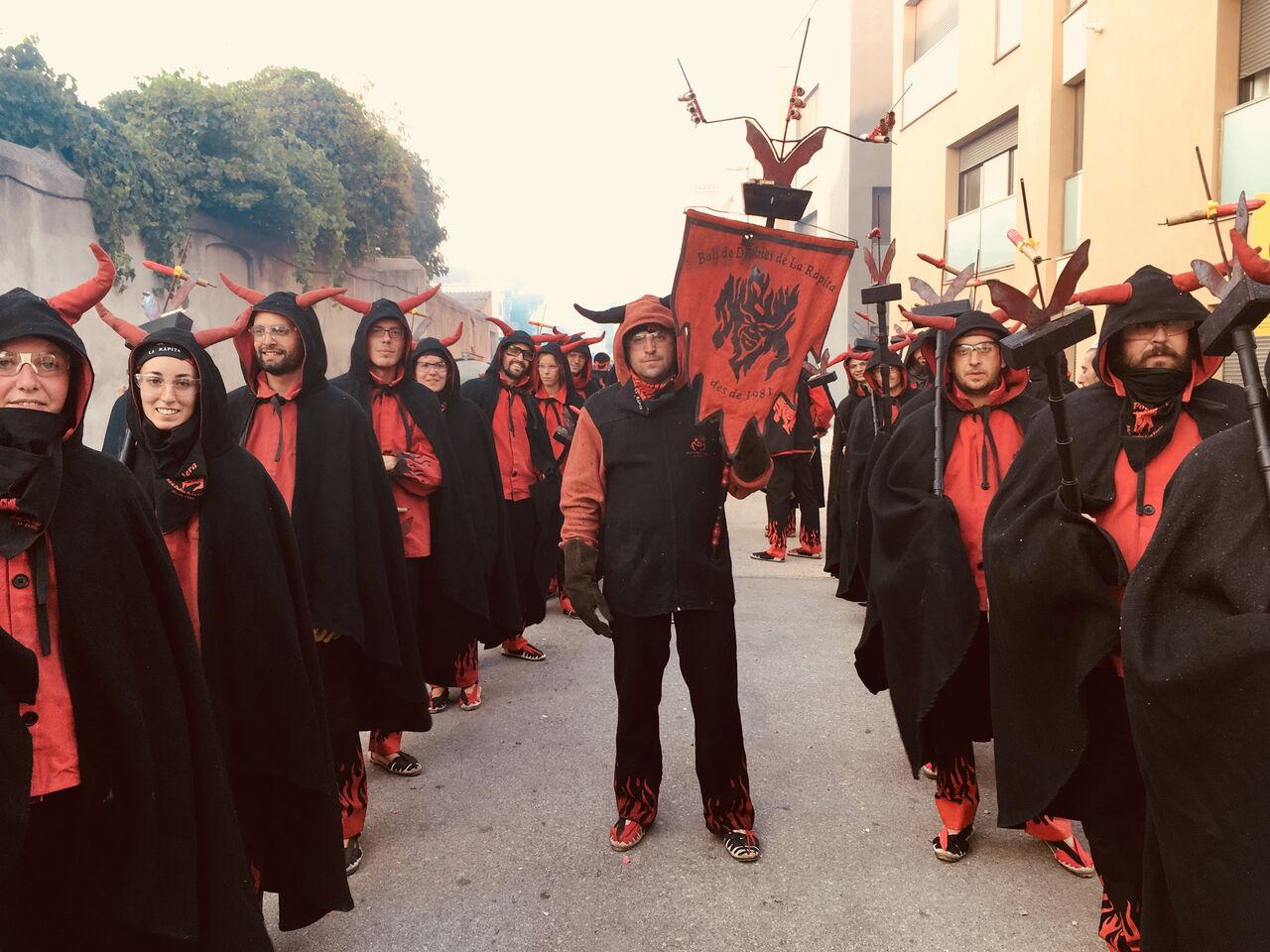
Pupuret acompanyat dels diables

El Ball de Diables de la Ràpita està estructurat d'acord amb un seguit de personatges que caracteritzen aquest tipus de manifestació. Molts dels protagonistes del Ball són comuns en bona part de les colles dels Països Catalans, però elements concrets en cada grup defineixen la singularitat de cada ball. El Ball rapitenc segueix una estructura jeràrquica encapçalada per Llucifer i la Diablesa, el Pupuret, els diables, el fogoner, els timbalers, els diables de la munició i l'Arcàngel Sant Miquel.

## Actes principals
Durant la Festa Major de La Ràpita, el primer cap de setmana d'agost, es desenvolupen els principals actes del Ball de Diables: l'Acte Sacramental, les Sàtires i La Fogardera.

### La Fogardera
Té lloc el diumenge de Festa Major a la nit, a la Plaça de Ramon Cabré i suposa el final de festa dels diables, en una explosió de rauxa i foc.
Després del “Diables cridaners, foc per sempre més! "que sempre es diu en l'última de les sàtires, i seguit de l'eixordador crit de "FOOOOC!" , la plaça agafa un aspecte únic i irrepetible. Els diables es disposen en cercle amb les forques enceses al mig de la plaça i com si es tractés d'una roda de foc, aquesta va girant de forma continuada sense que les guspires i els trons s'aturin un sol instant. Entremig de les diferents enceses, combinant diversos tipus de carretilles i sortidors, el Llucifer, la Diablesa i el Pupuret entren progressivament al centre del cercle intern i tiren divers material pirotècnic amb les seves forques, de mida més gran i amb més capacitat de càrrega. Un núvol de fum, un soroll estrepitós, una llum càlida i intensa alhora, i una ferum de pólvora amaren la nit de Festa Major d'una olor que només un cop a l'any impregna l'aire del poble.

### Les Sàtires
Les sàtires o versots són composicions poètiques, de vers poca-solta, irònic i punyent, més o menys ben rimades i, a vegades acompanyades de música, que critiquen els esdeveniments socials i polítics d'actualitat tant de l'àmbit local com del país en general. Són recitades sempre abans de la Fogardera, un cop entren els diables a plaça i en un lloc central es disposa el faristol que servirà de tribuna per interpretar els versots.

### Rebentaespardenyes
L'any 2013, en l'afany per a trobar noves fonts d'ingressos per a la colla, va sorgir la idea d'organitzar una cursa de muntanya, aprofitant l'efervescència i interès creixent que aquestes han anat mostrant en els últims anys, i la bona experiència de les dues caminades populars que s'havien realitzat anteriorment. La primera va ser el 1991 per celebrar els 20 anys d'història de la colla i, deu anys més tard, pel 30è aniversari, es va celebrar la segona.
Actualment, la Rebentaespardenyes es compon d'una cursa llarga de 22 km (lleugerament superior a una mitja marató), una curta de 10,5 km, una caminada llarga i una de curta. La cursa de 22 km s'inclou dins de la Lliga de Curses de Muntanya del Penedès - Gran Penedès, que gestiona l'organització Correm per la terra.